# Tantugou
Tantugou est un personnage de la mythologie pyrénéenne. Il était supposé vivre dans les vallées du Comminges proches de Luchon (Haute-Garonne) : les vallées du Larboust et d'Oueil, les vallées d'Aure et du Louron.

## Description
Tantugou apparaît sous la forme d'un vieillard barbu de haute taille, vêtu d'une tunique à capuchon, parfois de peaux de bêtes, et armé d'une massue comme son équivalent au-delà de la frontière espagnole, l'aragonais Silvan. Son rôle est d'assurer la pérennité de la vie pastorale et agricole, il surveille les récoltes et les troupeaux, dormant parfois sur un rocher non loin d'eux, chassant les voleurs ou les prédateurs de toute espèce. Il connaît tous les secrets de la nature. C'est donc un des avatars du Sylvain des Romains. Il est aussi associé au dieu gaulois Sucellos.
Tantugou se montre rarement aux humains qui le respectent et le craignent, encore qu'il n'y ait pas de témoignages d'un acte de sévérité de sa part. Pourtant, l'évolution de la tradition a fait de lui un croque-mitaine destiné à menacer les enfants. Dans le val d'Aube, Tantugou rôdait autour des lacs de Nère pour s'emparer des enfants qui venaient y pêcher, les emporter dans sa grotte et les dévorer.

## Sources
On connaît Tantugou par la grande enquête de linguistique et de toponymie des Pyrénées qu'a réalisée l'érudit Julien Sacaze (1847-1889) en 1887 et l'étude qu'il a lui-même menée. On apprend ainsi que « la Vermoulue, la femme de Sajous de Jurvielle, a vu Tantugou trois jours de suite dans les bois de Trémesehoues, et il lui a parlé ». Que « Sansuc, de Gouaux, s'était endormi en gardant ses brebis. En se réveillant, il vit Tantugou qui s'enfuyait vers le bois ».
Dans sa réponse à l'enquête, l'instituteur d'Escondeaux, en Bigorre, pouvait écrire à propos de son village : « Sorciers et sorcières s'y sont longtemps disputé le terrain et naguère encore on y voyait l'homme des bois (Tantugou, sans doute) ».